# Saharski Atlas
Saharski atlas (arabsko الأطلس الصحراوي) je veriga gorskega sistema Atlas. Je predvsem v Alžiriji, z vzhodnim koncem v Tuniziji. Čeprav ni tako visok kot Visoki Atlas v Maroku, so njegovi vrhovi bolj impresivni kot gorovje Telski Atlas, ki poteka vzporedno bližje obali. Najvišji vrh v pogorju je 2236 m visok Djebel Aissa v pogorju Ksour.

## Geografija
Saharski atlas vključuje vrsto podobmočij: pogorje Ksour na zahodu, pogorje Amour v osrednjem delu in pogorje Ouled-Naïl na vzhodnem koncu. Vključuje tudi Aurès (Belezma), gore Hodna, pogorje Nememcha in gore Zab. Telski Atlas in Saharski atlas se na vzhodu združita v pogorje Tébessa in gorovje Medjerda.
Saharski atlas, ki na severu meji na Hauts Plateaux, je ena od obsežnih planot Afrike, oblikovana iz starodavne osnovne kamnine, prekrite s sedimentom plitvih morij in naplavinami.
Med rekami Saharski Atlas napaja vadije. Med njimi sta Chelif in Touil vadija, rečni strugi, ki vsebujeta vodo samo v mokrih obdobjih, oziroma odmakata verigi Amour in Ouled-Naïl v Saharskem Atlasu.
Saharski Atlas označuje severni rob puščave Sahara. Gore imajo nekaj padavin in so bolj primerne za kmetijstvo kot planote na severu. Danes večino prebivalstva regije sestavljajo Chaoui Berberi. V gorah so že dolgo živeli tudi izgnanci, pregnani iz rodovitnih obalnih območij.